# Félix Correia
Pour les articles homonymes, voir Correia.
Félix Correia, né le 22 janvier 2001 à Lisbonne au Portugal, est un footballeur portugais qui joue au poste d'ailier droit au LOSC Lille.

## Biographie

### En club

#### Formation au Sporting
À partir de 2014, il joue en faveur des équipes de jeunes du Sporting CP. Il joue ensuite avec l'équipe B du club.

#### Transfert à Manchester City
Le 7 août 2019, il signe en faveur de l'équipe anglaise de Manchester City pour 3,5 millions d'euros. Il jouera avec l'équipe réserve de Manchester City.

##### Prêt aux Pays-Bas
Il est ensuite immédiatement prêté pour un an sans option d'achat à l'AZ Alkmaar, avec qui il joue pour la réserve en deuxième division néerlandaise. Il fait ses débuts avec le Jong AZ le 23 août, en entrant en jeu à 26 minutes de fin du match face à TOP Oss. Le 13 septembre 2019, il est titulaire pour la première fois face à la réserve du PSV, jouant 71 minutes de jeu. Le 8 novembre 2019, il marque son premier but en professionnel lors d'une victoire 3-2 face au MVV Maastricht.

#### Départ à la Juventus et prêts
Le 30 juin 2020, il quitte Manchester City et rejoint la Juventus dans le cadre d'un échange avec Pablo Moreno.
Le 31 janvier 2023, Félix Correia est prêté jusqu'à la fin de la saison au CS Marítimo.
Correia est de nouveau prêté le 22 août 2023, cette fois-ci au Gil Vicente FC pour une saison.

#### LOSC Lille
Le 17 juillet 2025, Félix Correia signe au LOSC Lille jusqu'en 2029,.

### En sélection
Ayant des origines de Sao Tomé-et-Principe, le joueur choisit logiquement de représenter le Portugal. Avec l'équipe du Portugal des moins de 18 ans il se fait remarquer le 8 février 2019, en réalisant un triplé lors de la victoire des Portugais face à la Pologne, contribuant ainsi grandement à la victoire de son équipe (1-4).
Avec les moins de 19 ans, il participe au championnat d'Europe des moins de 19 ans en 2019 qui se déroule en Arménie. Lors de cette compétition, il joue un rôle important en étant titulaire, en disputant tous les matchs de son équipe. Il marque dès le premier match, le 14 juillet 2019 face à l'Italie, et délivre même une passe décisive lors de cette rencontre que les Portugais remportent (0-3). Le Portugal atteint la finale du tournoi, en étant défait par l'Espagne lors de l'ultime match (0-2). Félix Correia est récompensé pour ses performances en figurant dans l'équipe type du tournoi..

## Palmarès
Portugal des moins de 19 ans
- Finaliste du Championnat d'Europe en 2019.